# Oltre l'Eden...
Oltre l'Eden... è il 18º album in studio di Patty Pravo pubblicato dalla casa discografica Fonit Cetra nel 1989.

## Descrizione
A seguito della controversa partecipazione al Festival di Sanremo con il brano Pigramente Signora, e le vendite poco esaltanti dell'omonimo album uscito sul finire dell'87, contenente, oltre al singolo sanremese, anche il singolo Contatto, Patty concepisce e realizza assieme a Paolo Dossena e Giovanni Ullu, un nuovo disco: Oltre l'Eden...
Il progetto rimane in standby fino al 1989, quando Patty firma un contratto con la casa discografica Fonit Cetra, che però pretende e ottiene delle modifiche alla scaletta originale del progetto. Tre brani, infatti (Domani farò, Tristezza moderna e Gocce) benché buoni, vengono scartati e sostituiti con altri tre (Ragazza Passione, Terra di Nessuno e La Viaggiatrice - Bisanzio), mentre le rimanenti canzoni vengono modificate soprattutto negli arrangiamenti, tanto che, pur risultando un lavoro originale e raffinato nei singoli pezzi, sia per i testi che per l'interpretazione della Pravo, nel complesso risulta un po' scarno e troppo omogeneo. Prodotto da Dossena e la Pravo che firma quasi tutti i pezzi (tranne Terra di nessuno, Penelope e Un amore) e che dichiara essere delusa, forse proprio per le modifiche apportate che hanno fatto perdere la spontaneità, e stupita, per le critiche lusinghiere ottenute:

## Tracce
Lato A
1. Oltre l'Eden... - 4:04 (Patty Pravo - Giovanni Ullu)
2. Ragazza passione - 4:23 (Paolo Dossena - Patty Pravo - Tony Carnevale)
3. Terra di nessuno - 4:28 (Umberto Rivarola)
4. La viaggiatrice - Bisanzio - 4:27 (Paolo Dossena - Patty Pravo - Tony Carnevale)

Lato B
1. Giardino degli aranci - 3:20 (Patty Pravo - Giovanni Ullu)
2. Cocci di chissà che cosa - 3:36  (Patty Pravo - Giovanni Ullu)
3. Penelope - 3:10 (Giovanni Ullu)
4. Un amore - 3:35 (Giovanni Ullu)

## Formazione
- Patty Pravo – voce
- Andrea Verardi – basso
- Cinzia Cavalieri – tastiera
- Jimmy Tamborrelli – chitarra
- Derek Wilson – batteria
- Maurizio Perfetto – chitarra
- Davide Ragazzoni – batteria
- Andrea Braido – chitarra
- Maurizio Guarini – pianoforte, tastiera
- Stephen Head – programmazione, elettronica
- Francesco Sguazzabia – percussioni